# Gnaphosa eucalyptus
Gnaphosa eucalyptus är en spindelart som beskrevs av Ghafoor och Mirza Azher Beg 2002. Gnaphosa eucalyptus ingår i släktet Gnaphosa och familjen plattbuksspindlar.
Artens utbredningsområde är Pakistan. Inga underarter finns listade i Catalogue of Life.